# Plaza Nueva (Cracovia)
La Plaza Nueva de Cracovia (en polaco Plac Nowy) popularmente conocida como la Judía, por estar en el distrito de Kazimierz, es una plaza creada por las calles Estery, Izaaka, Nowa, Rabina Mieselsa y Waschauera.

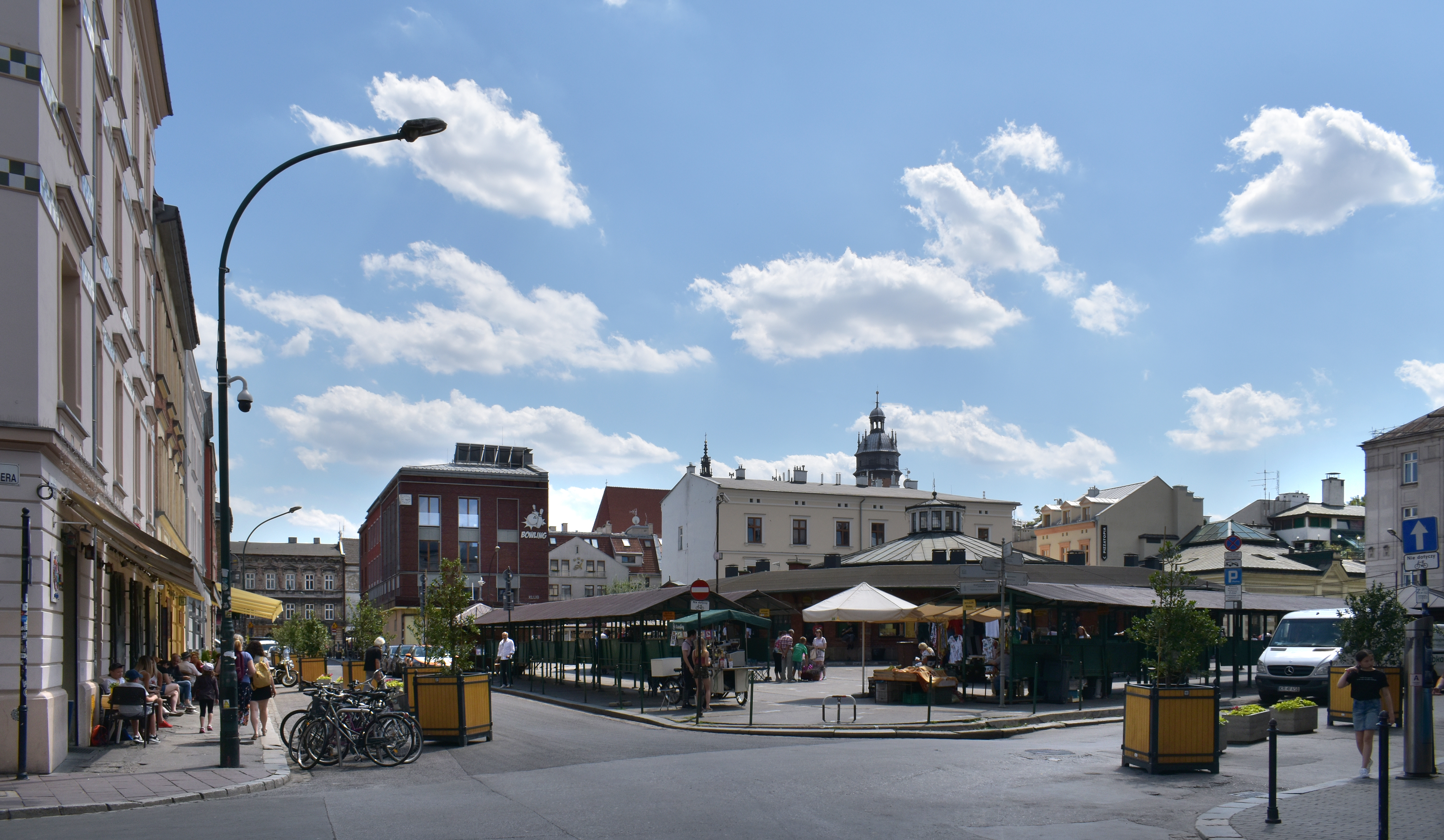
Vista general de la Plaza Nueva, con la rotonda en el centro

La forma actual de la plaza se estableció en los proyectos de 1808 y 1844. La plaza consiste en un trapecio rectángulo, en cuyo centro encontramos el principal edificio, en forma de rotonda, y alrededor de este una serie de puestos cubiertos. En el lado norte de la plaza hay edificios que pertenecieron al hospital judío en la sinagoga Kupa.
La rotonda, conocida como Okrąglak, no es más que un pabellón de ventas del año 1900. En 1927 fue arrendado a la comunidad judía, y albergó un matadero de aves de corral. Actualmente en él se encuentran tiendas de abastos, carnicerías, locales de comida rápida, puestos de los típicos zapienkankas, etc. Periódicamente se realizan conciertos de música en la cubierta del edificio.
En la actualidad, en la Plaza Nueva opera de lunes a viernes un mercado donde se pueden comprar las hortalizas y valiosas antigüedades. En los alrededores se pueden encontrar muchos cafés y pubs. La Plaza Nueva es también la sede de varios festivales y eventos, como el Festival de la Cultura Judía o Festival de la Sopa.
En 2008 el edificio fue inscrito en el registro de monumentos.
- Datos: Q11008519
- Multimedia: New Square in Kraków / Q11008519